# Staré Ždánice
Staré Ždánice é uma comuna checa localizada na região de Pardubice, distrito de Pardubice.